# General Mamerto Natividad
General Mamerto Natividad is een gemeente in de Filipijnse provincie Nueva Ecija op het eiland Luzon. Bij de laatste census in 2007 had de gemeente ruim 33 duizend inwoners.

## Geografie

### Bestuurlijke indeling
General Mamerto Natividad is onderverdeeld in de volgende 28 barangays:
| - Balangkare Norte - Balangkare Sur - Balaring - Belen - Bravo - Burol - Kabulihan - Mag-asawang Sampaloc - Manarog - Mataas na Kahoy | - Panacsac - Picaleon - Pinahan - Platero - Poblacion - Pula - Pulong Singkamas - Sapang Bato - Talabutab Norte - Talabutab Sur |

## Demografie
General Mamerto Natividad had bij de census van 2007 een inwoneraantal van 33.354 mensen. Dit zijn 4.159 mensen (14,2%) meer dan bij de vorige census van 2000. De gemiddelde jaarlijkse groei komt daarmee uit op 1,85%, hetgeen lager is dan het landelijk jaarlijks gemiddelde over deze periode (2,04%). Vergeleken met de census van 1995 is het aantal mensen met 7.214 (27,6%) toegenomen.

De bevolkingsdichtheid van General Mamerto Natividad was ten tijde van de laatste census, met 33.354 inwoners op 118 km², 221,5 mensen per km².